# Qarachaqaï Khan
Qarachaqaï Khan ou Kartchika-Khan (persan : قرچغای خان; assassiné en 1625) est un général séfévide d'origine arménienne. Il est passé à la postérité pour sa magnifique collection de faïences et sa fidélité indéfectible au Shah Abbas Ier.

## Carrière
Chrétien arménien né à Erevan, Qarachaqaï fut capturé encore enfant et vendu comme esclave aux Séfévides qui l'employèrent dans la soierie royale avant de le former comme gholam : il accéda ainsi aux fonctions d'officier d'artillerie. En 1605, devenu « Qarachaqaï Beg », son compatriote Allahverdi Khan lui confia un régiment de janissaires, et il prit part à la victoire d'Abbas Ier sur les armées ottomanes à Sufian dans les environs de Tabriz.
Tout au long de son ascension dans l'armée et l'administration séfévide, Qarachaqay amassa une prestigieuse collection de faïences chinoises qu'il offrit au Shah Abbas vers 1610. Peu après, Qarachaqaï fut admis à la cour comme mouqarab al-hazrat (ami du prince), titre réservé aux courtisans du premier cercle du Shah. En 1616, il fut élevé au rang de khan et nommé général en chef (sepahsalar-e Iran,). Dans l'année qui suivit la défaite des troupes Ottomanes commandées par Khalil Pacha, il obtint le poste de gouverneur de Tabriz et de tout l'Azerbaïdjan iranien, mais dès 1618 le shah le transféra au poste de gouverneur de Mechhed dans le nord-est du Khorasan.. Lorsqu'en 1624 Abbas Ier décida de marier sa fille aînée à Simon II de Karthli, Qarachaqaï Khan confia l'organisation des noces à son compatriote Youssouf Khan, autre chrétien armenien. Quelques semaines plus tard, Qarachaqaï Khan, accompagné de l'officier Mourav-Beg (Georges Saakadzé), prit la tête d'une expédition punitive contre les rebelles de Géorgie ; mais Mourav-Beg conspirait avec les rebelles, qui attaquèrent le camp perse de Martqopi par surprise et le détruisirent, tuant au passage Qarachaqay Khan et l'un de ses fils, Imam Verdi Khan. Tous deux furent inhumés dans le mausolée familial de Mechhed.
Des autres fils de Qarachaqaï Khan, l'un (Abou al-Fath Manouchihr, mort en 1636) accéda au poste de gouverneur de Mechhed et l'autre (Ali Qouli Khan) devint préfet de Qom et bibliothécaire du shah. Le fils de Manouchihr Khan, Qarachaqaï Khan (mort vers 1668), fut aussi gouverneur de Mechhed. Tous furent des mécènes,,.